# 久留米看護師連続保険金殺人事件
久留米看護師連続保険金殺人事件（くるめかんごしれんぞくほけんきんさつじんじけん）は1998年（平成10年）1月と1999年（平成11年）3月に福岡県久留米市に住む看護師の女性4人組が生命保険金目的でグループ内の女性の夫を医学的知識を利用して殺害した保険金殺人事件である。
本事件は『黒い看護婦 福岡四人組保険金連続殺人事件』のタイトルでノンフィクション書籍化され、2015年にはテレビドラマ化もされた。

## 概要
本事件は、散財により借金苦に陥っていた看護師Yが、看護学校時代の友人A・B・Cや同僚看護師から金を騙し取り、さらに大金を得るためにBの夫をA・Bと共謀して、Cの夫をA・B・Cと共謀して、それぞれ医学的知識を利用して殺害し、Aの母をB・Cと共謀して殺害しようとして未遂に終わった事件である。
Yは、AにはAの不倫トラブルを解決し政界や警察にも顔が利くという「先生」を、BにはかつてBがいじめていた元同僚の代理人で暴力団がバックについているという「井田佳寿恵」を、Cには夫による詐欺被害者の代理人であるという「古林玉枝」の存在を、要所でちらつかせて服従させ金を騙し取った。「先生」も「井田佳寿恵」も「古林玉枝」もいずれもYが考えた実在しない架空の人物である。2001年（平成13年）にはYは自身が購入した久留米市の高級マンションの同じ棟にA・B・Cも住まわせ身の回りの世話をさせた他、「先生」からの指示があったとして自身のことを「Y様」と呼ばせるようになった。
BとCの夫の生命保険金はほぼ全額が「井田」や「古林」への返済のためと称してYの手に渡り、Cから得た1億1500万円、Bから得た6900万円をはじめとして、一連の犯行でYが手にした現金は2億円にのぼった。

## 事件の経過
Yは結婚を機に夫の持ち家と土地を担保に借金を重ねてぜいたくな暮らしをし、1989年（平成元年）から一年で3000万円を超える借金を抱えていた。
1989年（平成元年）夏、看護学校時代の友人で小中学校も同じだったYとAが再会、YはAと同じ福岡県久留米市の病院で働き始める。Aが不倫相手と別れられないことで悩んでいることをYに話すと、Yは自分には「政界にも警察にも顔が利く」という「先生」（実在しない人物）がいるとして「先生」による解決を買って出た。YはAに「先生が解決してくれた」と言い、実際に偶然その頃から不倫相手が姿を見せなくなったことからAは「先生」の存在を信じ、Yへの信頼を深めた。
1991年（平成3年）、Yは「先生」が「Aの元不倫相手がヤクザを使ってAを拉致しようとしているからYと同居することを勧めている」としてAに同居を迫り、AはY宅に同居する。1992年（平成4年）、Yの夫がマンションを出て実家で暮らすようになると、YはAに肉体関係を求めるようになった。YはAに暴力を振るい、AがY宅から逃げようとすると「先生が、逃げたら末代にわたって抹殺すると言っている」と脅迫した。
YとAが同居を始めた頃、Yの母はYに父の病気のために苦しくなった家計を救わせようと金の無心をし、Yは多額の借金を抱える身でありながらこれに応じた。YはこれをきっかけにAに様々な理由をつけては金を巻き上げるようになった。YはAのクレジットカードを盗み、実際は自分が使い込みながら、Aには「先生」のリサーチによりAの義兄がクレジットカードを盗んだことがわかったと伝え、Aの義兄を泳がせるためとしてカードの紛失届を出さないよう求め、やがて通帳もYが管理するようになった。このトラブルにより次第にAは親族と疎遠になっていった。1994年（平成6年）にAが睡眠薬の過剰摂取で自損事故を起こした際には、眠りから目覚めたAに、Aの事故により死者が出たが「先生」がもみ消したと虚偽の事実を伝えて「先生」に対する信頼を深めさせた。さらにYは「先生」が動くのに金が必要であるとしてAに新たにクレジットカードを作らせた。また、1995年（平成7年）には、YはAの母FにAが事故を起こして慰謝料を自分が立て替えたと話してFからも550万円を騙し取った。
1994年（平成6年）6月、Yは看護学校時代の親友でもあったBからBがマンションを売って得た金を巻き上げようと計画する。YはAに興信所職員になりすまさせ、Bの夫の借金をB自身が払わなければならなくなる恐れがあり、Yが代理人になると申し出ているという趣旨の電話をさせる。Yはこれを信じて連絡してきたBから750万円を騙し取る。
1996年（平成8年）2月、Yは看護学校時代の友人のCにかつていじめられていた元同僚の看護師がバックに暴力団を持つ女「井田」（実在しない人物）を代理人にしてCに対する復讐を企てているとCに伝え、Yはこの話を信じたCから1年ほどの間に解決のためとして2800万円を騙し取る。同年3月、結婚を機に退職していたCはY達と同じ病院に勤め始める。なお、Yは看護専門学校在校時からCのことを裏表のある人物で信用できないとして嫌っていた。さらに再会後、Yが自分では到底育てられないと思っていた3人目の子供を、Cが産んだことやその際の会話からYの堕胎の経験をCの母親に話したと思い込んでより一層憎悪の念を深くしていた。

### 同僚に対する詐欺事件
1997年（平成9年）3月、YとAは同僚の医療ミスにより患者の親族との間でトラブルが起こっているとしてその慰謝料として同僚の看護師から500万円を騙し取る。YはAに「先生」の側近に金を用立ててやる必要があることなどを話してAに協力させ、患者に実害はなかったものの患者の家族から電話があったと看護主任であったAに嘘をつかせた。さらにその後患者が急逝したこと（医療ミスとは無関係）を理由にさらに500万円を騙し取った。だが不審に思った看護師は弁護士に相談、弁護士同席で返還を求めるが、Yは偽の領収書を見せた上で「善意でやってきた」「警察に訴えればいい。そうすれば医療ミスがはっきりする」などと言い、返還を拒否して有耶無耶にした。

### Cの夫D殺害
YはCの夫DがAの悪口を言ったことや、CがYに金銭を与えるのを邪魔しようとしたことなどから、Dに対して憎しみを感じていた。
1997年（平成9年）10月、激しい口論になったことを契機に、Dは生きるに値しないと考えるようになった。実行に際しては、かねてから憎悪の念を抱いていたCに殺害させることで、その手を汚させ、「十字架を背負わせる」ことができると考えた。また、この少し前に病院勤務を辞めて収入が減っていたYはD殺害により生命保険金をCから搾取できるとも考えた。同年、YはCにDが浮気をしており、子供とCに保険金をかけ交通事故を装って殺そうとしているという架空の話を吹き込む。YはかつてCを騙した時に登場させた「井田」という実在しない人物の名を再び持ち出し、「井田」が殺害を示唆していたことを話す。さらにYはC夫妻の車内に睡眠薬を忍ばせ、それを指差してCに「やはりC達を殺そうとしている」と語った。
1998年（平成10年）1月8日には、YはYの長女が何者かに拉致され「恨むならCを恨め」と言われたとする虚偽をCに伝えてDの殺害を急ぐよう迫った。Dに心不全を誘発させるために睡眠薬とカリウム製剤を投与して殺害する計画が練られ、Yは急激に投与して死亡させたら疑われる可能性があるとして、日常的に精神安定剤を飲ませてあわよくば事故死することを目論む。
1月10日以降CはDにカリウム製剤と精神安定剤をすり潰した食事を食べさせたが、変化は見られなかった。
1月14日、YはCにAが何者かに拉致され、その場に居合わせたDがAに「俺の女房から手を引け」と言ったという虚偽の話をし、これによりCは夫に対する殺意を強固なものにした。Yは注射器によるカリウムの直接投与でDを殺害する方針に改めた。
1月21日、CがDを睡眠薬で眠らせると、CがYとAを久留米市のC宅に呼び寄せ、Cがカリウム注射を投与した。Dはカリウム製剤の投与に伴う血管痛から叫び声を上げて目を覚ましかけたが、Cが寝かしつけなおも薬液注射を続行した。Dが絶命しないことからYはCに空気注射をさせ、Dは激しく咳き込んだが絶命するには至らなかった。ここまでの間に長時間が経過していたことからYはこの日の殺害を断念した。
同月23日に再度実行することを決定した。Cは再び睡眠剤入りの食事をDに食べさせて昏睡状態になったところに、YとAを呼び、Cが薬液注射をDに行った。これに半ば覚醒したDをCは今回もなだめて眠らせ、空気注射を行った。Dが半覚醒したことに驚いたYはAを伴って自宅に戻り、殺害の中止を期待したCがY宅に行くとYは激昂してD殺害を命じた。Cは自宅に戻って半覚醒状態でうめき声を上げるDに空気注射を行ない、C宅に戻ってきたYはAにも空気注射をさせた。Dの死亡を確認したYはCに119番に通報させ、YとAは連絡を受けて駆けつけた友人としてCとともに救急隊に立ち会った。救急隊が検死で解剖される可能性があることを告げると、CはYとの事前の打ち合わせ通り「主人がかわいそう」と泣いて止めた。事態を飲み込めないまま偶然目撃していたCの2歳の末娘はCに「お父さん、きのうチクンされてたね」とつぶやいた。
翌2月、生命保険が振り込まれると、YはDの借金を建て替えた「井田」に渡すとしてCから3450万円を騙し取り、Yは散財による借金の返済などに当てた。YはDの会社から義捐金と埋葬費計313万円が出されることを知ると、Cの代理人としてCには内緒でこれも手に入れた。
同年2月と5月にDの両親が相次いで他界。YはCに「井田」に払う金がまだ必要であるとしてDの親族を言いくるめて遺産の1000万円を手にする。さらにDの会社から支給される遺族年金もYが取り上げた。

### Bの夫E殺害
1999年（平成11年）2月、YはBの家を訪ね、そのタイミングに合わせてCに興信所の人間「古林」（実在しない人物）になりすましてBの夫Eの浮気のことで電話をかけさせ、CにBではなくYに間に入ってもらうと一方的に申し出させる。しばらくしてBに会ったYは架空の興信所職員「古林」に会ってきたとBに話し、Eが浮気相手に貢ぐために人を騙して金を巻き上げ被害者の中には自殺者もいるため恨みを買っていることを伝える。Yはいい方法があるとしてEの殺害を持ちかけた。YはAとCに実行役をさせるために、Aには「先生」やその側近が苦境で金が必要であることを訴え、Cには「井田」への返済が残っていることを示唆してそれぞれ了承させた。4人は急性アルコール中毒に見せかけた薬物殺人を計画、3月27日の決行を決めた。
3月27日夜、Bは睡眠薬入りのカレーライスとウイスキーでEを眠らせ電話でY、A、Cを呼び寄せる。午後11時前、Y達は福岡県大川市にあるB宅に到着し、Bに家族が起きてこないか見張りをさせ、AとCが医療用のマーゲンチューブを鼻から胃に通し、Yが注射器で吸い取ったウィスキーをチューブに流し込んだ。YはEの体内に1本半分のウィスキーを流し込むと、CにEの静脈に空気を注射するよう指示し、Cが30CCの空気を静脈注射した。
翌3月28日Eの心臓は停止した。Eは救急車で運ばれる際に一度息を吹き返したが、搬送先の病院で死亡した。Yは「古林」の指示として保険金受け取り口座の通帳と印鑑をBから取り上げた。

### Aの母F殺人未遂
2000年（平成12年）、YはAの母Fの殺害を計画し、「井田さん」がAがFから虐げられてきたから殺そうと言っているとして、Cに実行役に担わせようとしたが、Cは難色を示してBにその役を担わせるよう進言した。そこでYはBに「AがこれまでFに仕送りをしてきた分を取り返すためにFを殺して、取り戻した金を『古林さん』への返済に充てれば『古林さん』からの電話に悩まされずに済む」として殺害の実行役を打診すると、Bは承諾した。Y、B、Cの3人での話し合いの結果、Fは糖尿病を患っているためインシュリン注射による殺害が計画された。
2000年5月29日、Cが見張となり、探偵事務所の者を名乗って福岡県柳川市のAの母を訪ねたBはFの首筋に背後から注射を刺したがFに騒がれてしまったため失敗に終わる。BはCが待つ車で失敗に終わったことを報告、CはYに電話で報告しYはその場を離れるよう指示した。犯行の発覚を恐れたYは事情を知らないAに母親に連絡させ、Aは警察による現場検証が行われているAの母親の元に急行してすぐにインシュリンによる低血糖症状であることを見抜いた。Fは低血糖症による昏睡状態に陥っていたがAがバナナを与えるなどの応急処置をした上で近所の病院に連れて行ったため危機を脱した。Yも病院に駆けつけ、警察官に「日ごろからちょっと呆けていて、こういうこともよくある」と証言したため、警察は引き上げた。YはBに殺害を失敗した制裁金として300万円を払わせた。FやAの兄姉は、事件前に何度もYが訪ねてきていたことや、事件発生直後すぐにAが駆けつけていたことなどからYらの関与を疑っており、兄姉はAにもこのことを話した。Yはこれに怒り、Aの名を騙ってFと兄姉に絶縁状を送りつけた。YはAにも「先生」がAの次姉を殺すと言っていることを伝え、Aは言う通りにするから家族には手を出さないよう「先生」に伝えるようYに頼み、YはAを家族から分籍させた。

### Bに対する脅迫
2001年（平成13年）1月、Bの夫の生命保険金を頭金にして久留米市の新築の高級マンションの最上階を購入したYは、A、B、Cにも資金援助をして同じマンションに住ませ身の回りの世話をさせる。Bは柳川市のリハビリセンターに入院しているYの父親の世話をさせられ、子供達とはすれ違いの生活を強いられた。YはA、B、Cに「先生」からの指示があったとして自分のことを「Y様」と呼ばせはじめる。
2001年夏、YはBに「古林」への借金を完済するために大川市にあるBの実家の土地を売るよう持ちかけ、さらにかつてCにそうさせたようにBの子供を施設に入れるよう強要する。これに思い悩んだBは夫を殺したことを隠したまま「古林」に脅迫されていることを母親と伯父に相談し、8月2日に伯父の勧めで久留米警察署に相談に行く。Bは警察官に「古林」に脅迫されていることを相談し、警察官はBが会ったことがないというBの夫の被害にあったという被害者の遺族に会わせるようYに頼むよう勧める。「古林」の存在を信じきっていたBはYに経緯を説明して遺族の所在の確認を頼んだ。焦ったYはCに「古林」からの脅迫状を作らせてBの車のワイパーに挟ませた。これを読んだBは恐怖から再び母と伯父に相談し、伯父は同日の内にBを連れて再び久留米警察署に向かい刑事に夫殺しを自白した。Bの伯父は警察署から戻ると、Bを連れてYらも同じ棟に住むマンションから荷物を運び出し、Bの息子達の転校手続きまで済ませた。これを知ったYは再びCに脅迫状を作らせ車のワイパーに挟ませ車のボディーをドライバーで傷つけ、タイヤ4本全てをパンクさせた。だが、これに対するBからの反応はなく、Yらからの連絡は着信拒否された。Bの伯父はBにこの脅迫を即座に警察に報告させた。警察の捜査はBの自白以後、水面下で進められ、しばらくはYらが警察に呼び出されることもなかった。

### 逮捕
2002年（平成14年）4月17日、YとAが元同僚に対する500万円の詐欺容疑で、CがBに対する脅迫容疑で逮捕される。Bは直前の4月13日に自殺未遂を起こしていたため、4月21日に殺人容疑で逮捕された。それぞれ後に同僚看護婦から500万円を騙し取った詐欺罪（Y・A）、Cの夫に対する殺害および保険金詐取（Y・A・C）、Bの夫に対する殺害および保険金詐取（4人）による詐欺罪と殺人罪、Aの実母に対する強盗殺人未遂および住居侵入罪（Y・B・C）、Bを脅したことによる脅迫罪（Y・C）で起訴された。

## 裁判・死刑執行

### Yによる拘置所内での偽証要求
2002年（平成14年）末から2003年（平成15年）1月半ばにかけて、Yは配膳担当の受刑者（本事件とは無関係）を通じて勾留中の拘置所内の配膳の際に秘密裏に自分に有利となる偽証を求める手紙をBに送った。手紙の中でYは自分が保釈や無罪を勝ち取るために協力するようBに求め、具体的には、本事件の殺人・殺人未遂のいずれにもYは指示も実行も関与していないこと、「岡部」と名乗る男（架空の人物）らからCを通じてYが脅迫されておりYはCや「岡部」らに騙されて生命保険金を渡した可能性があることなどを弁護士への手紙や裁判で偽証するよう求めた。さらにYは無罪を勝ち取れば、雑誌社に売り込んで印税で大金を手にしBの家族の面倒を見るなどと書き送ったが、Bは「ここに来てまで馬鹿にするな!」「一番悪い人間（アンタ）が何故苦しまない」などと書き送って相手にしなかった。
Yは裁判でもこの件を問われたが、Bと交流を持ったらしい手紙の橋渡しをしてきた受刑者の方から接触があったと弁解した。これに対して判決文では「手紙の記載内容に照らしても、全くそぐわず、極めて不自然で、到底信用し難い弁解」と断じられた。

### 裁判
2004年（平成16年）8月から9月にかけ、それぞれ福岡地裁で第一審判決が言い渡された。
- 8月2日（谷敏行裁判長） - 被告人A（求刑：死刑）に無期懲役[62]
- 8月9日（谷敏行裁判長）- 被告人B（求刑：無期懲役）に懲役17年[63][62]
- 9月24日（谷敏行裁判長） - 被告人Y（求刑：死刑）に求刑通り死刑[62][64]

なお、被告人Cは死刑を求刑され、8月に判決言い渡しが予定されていたが、子宮がんにより同年9月1日に死亡し、公訴棄却された。Yの判決の際には、A、B、Cについて「仮にYが申し述べたそれぞれの虚言を前提としてさえ、（中略）殺害を止むなしと思わせるような事情には全く当たらず、共犯者らは、いずれも自らの固有の要因により、越えてはならない一線を越えて、被害者らの殺害を決意したものとして、それぞれに強い非難を免れないところでもある」「3人の共犯者らが果たした役割は、それぞれに重要不可欠で、いずれも重大な刑責を免れない」とする一方で、「自らの欺罔行為と執拗な働きかけをもって、各実行行為をなさしめたYの方こそは、より一層強く厳しく非難されるべきであって、その行動は誠に卑劣で悪質というほかない」とYの責任を一番重く認定した。また、Yは公判に入ってからFに対する殺意を否認したが、B、Cの証言と捜査時のYの供述からAの母親に対する殺意を認定した。その後、Aは無期懲役が、Bは懲役17年がそれぞれ確定した。
3人は控訴したが、2006年（平成18年）5月16日、福岡高裁（浜崎裕裁判長）は被告人Yの控訴を棄却する判決を言い渡した。Yは上告したが、2010年（平成22年）1月29日、最高裁第一小法廷（金築誠志裁判長）が被告人Yの上告を棄却する判決を言い渡したため、Yは同年4月に死刑が確定した（女性死刑囚）。

### 死刑執行
法務大臣岩城光英が発した死刑執行命令により、死刑囚Yは2016年（平成28年）3月25日に収監先・福岡拘置所で死刑を執行された（満56歳没）。女性死刑囚の死刑執行は、1950年（昭和25年）以降で5人目となった。